# سرویس کریک (اورگن)
سرویس کریک (به انگلیسی: Service Creek) یک منطقهٔ مسکونی در ایالات متحده آمریکا است که در شهرستان ویلر، اورگن واقع شده‌است. سرویس کریک ۵۲۳٫۹۶ متر بالاتر از سطح دریا واقع شده‌است.